# حسان ريشة
حسان ريشة (ولد 1945 م) وزير التعليم العالي في سورية خلَفًا للدكتوره صالحة سنقر، من 13 آذار 2000 إلى 18 أيلول 2003، وقد خلَفَه في الوِزارة الدكتور هاني مرتضى. وهو سفير فوق العادة ومفوَّض للجمهورية العربية السورية لدى الاتحاد الروسي. يتقن اللغات الإنجليزية، والفرنسية، والروسية، ويلم بالألمانية.

## سيرته
ولد حسان ريشة في محردة بمحافظة حماة عام 1945م، درس الهندسة المدنية بجامعة حلب، حصل على دكتوراه في أنظمة المعلوماتية من بوليتكنيك لينيغراد في روسيا.
عمل عضوًا في هيئة التدريس بجامعة دمشق، وأستاذًا زائرًا في جامعة هيوستن الأميركية، ورئيسًا للجنة العلمية في الجمعية العلمية السورية للمعلوماتية، وعضوَ مجلس إدارتها وأمين سرِّها. وهو عضو في اللجنة المركزية لحزب البعث العربي الاشتراكي.
عُيِّن وزيرًا للتعليم العالي في سورية خلَفًا للدكتوره صالحة سنقر، من 13 آذار 2000 إلى 18 أيلول 2003، وقد خلَفَه في الوِزارة الدكتور هاني مرتضى.
ثم اختير في السلك الدبلوماسي سفيرًا فوق العادة ومفوَّضًا للجمهورية العربية السورية لدى الاتحاد الروسي. وهو يتقن عددًا من اللغات الأجنبية.